# Jatropha vernicosa
Jatropha vernicosa är en törelväxtart som beskrevs av Townshend Stith Brandegee. Jatropha vernicosa ingår i släktet Jatropha och familjen törelväxter. Inga underarter finns listade i Catalogue of Life.